# Pavel Boudný
Pavel Boudný (né le 2 novembre 1982 à Slavkov u Brna) est un coureur cycliste tchèque, spécialiste du VTT. Il est onze fois champion national et compte deux médailles aux championnats d'Europe. En 2020, il met un terme à sa carrière à 38 ans en raison de la pandémie de Covid-19, ce qui lui entraîne une phase de dépression.

## Palmarès en VTT

### Championnats d'Europe
- Rhenen 2000
  -  Médaillé de bronze du cross-country juniors
- Wałbrzych 2004
  - 5e du cross-country espoirs
- Jablonné v Podještědí 2012
  -  Médaillé d'argent du cross-country marathon
- Singen 2013
  - 10e  du cross-country marathon
- Singen 2015
  - 8e  du cross-country marathon

### Championnats de Tchéquie
- 2000
  -  Champion de Tchéquie de cross-country juniors
- 2005
  -  Champion de Tchéquie de cross-country
- 2006
  -  Champion de Tchéquie de cross-country
- 2009
  -  Champion de Tchéquie de cross-country
- 2011
  -  Champion de Tchéquie de cross-country marathon
- 2012
  -  Champion de Tchéquie de cross-country
- 2013
  - 2e du cross-country marathon
- 2014
  - 3e du cross-country
- 2015
  -  Champion de Tchéquie de cross-country marathon
- 2016
  -  Champion de Tchéquie de cross-country marathon
- 2017
  -  Champion de Tchéquie de cross-country marathon